# Lapins de Ravensbrück

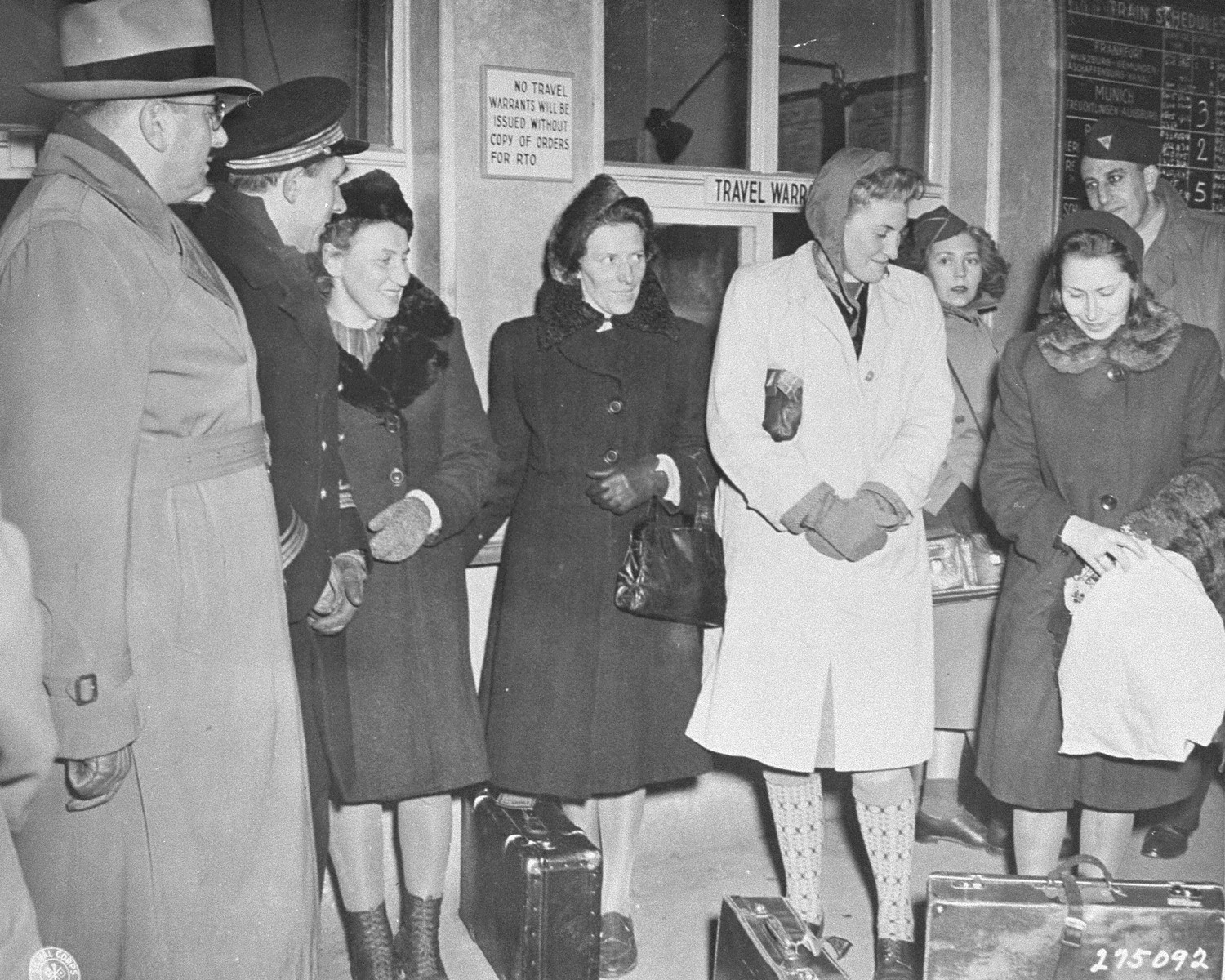
Jadwiga Dzido, Maria Broel-Plater, Maria Kusmierczuk et Wladislava Karolewska, Lapines de Ravensbrück au procès des médecins de 1946-1947.

Les Lapines de Ravensbrück, les Lapines ou Kaninchen en allemand, sont un groupe de 74 jeunes femmes pour la plupart étudiantes ou lycéennes polonaises originaires de Lublin victimes d'expériences médicales nazies pendant la Seconde Guerre mondiale au camp de Ravensbrück.
63 ont survécu et deux ont témoigné après guerre durant le procès des médecins de Nuremberg en 1946. Elles ont milité des années durant, avec l'aide de l'Association nationale des anciennes déportées et internées de la Résistance (ADIR) et de Caroline Ferriday, pour obtenir des réparations de la part de l'État allemand après la guerre.
Karl Gerbhardt est directement responsable de la plupart de ces expériences chirurgicales sur les prisonnières à Ravensbrück. Les docteurs Fritz Fischer, Herta Oberheuser travaillaient sous ses ordres. Ils sont jugés de 1946 à 1947 durant  le procès des médecins à Nuremberg, le deuxième procès majeur de Nuremberg.

## Historique

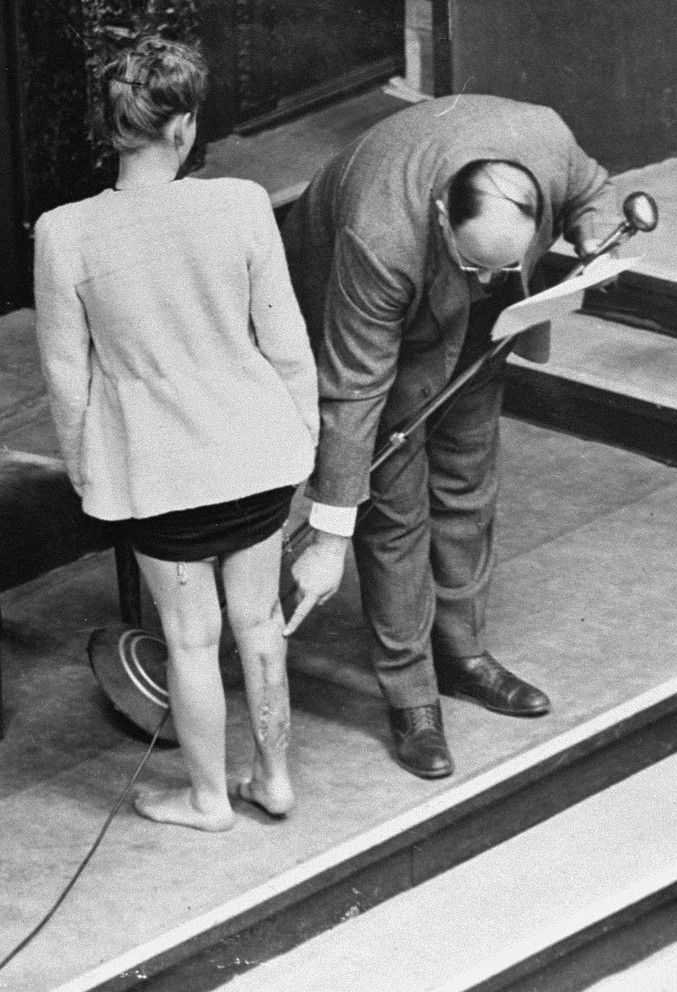
Jadwiga Dzido montre les cicatrices sur sa jambe durant le procès des médecins. La deuxième personne est Leo Alexander. Les séquelles résultent des opérations effectuées par Herta Oberheuser et Fritz Fischer le 22 novembre 1946.

En août 1942 débutent à Ravensbrück les premières opérations dans le cadre de pseudo expérimentations médicales,.
Les femmes victimes de ces expériences se donnent elles-mêmes le nom de Króliki (« Lapins » en polonais), en référence aux lapins utilisés pour des expériences en laboratoire. Leur nombre est estimé à soixante-quatorze, d'après une liste de noms qu'elles réussissent à faire passer à l'extérieur et qui est retrouvée en 1975,.
Germaine Tillion indique avoir eu connaissance de la vivisection pratiquée à Ravensbrück dès son arrivée au camp, alors qu'elles étaient en quarantaine, comme toutes ses camarades « NN » (Nacht und Nebel). Les Lapines y étaient logées tout comme les NN dans le block 32.
Les Lapines sont en majorité des étudiantes polonaises de l'université de Lublin. Le chirurgien qui pratiquait les opérations est le professeur Karl Gerbhardt, dirigeant de l'hôpital de Hohenlychen depuis 1933, et spécialisé dans le traitement des blessures sportives. Pendant la guerre, les hôpitaux de Hohenlychen deviennent des hôpitaux pour la Waffen-SS,.

### Expériences menées
Les expériences sont censées simuler des blessures de combat, afin de déterminer comment les soigner au mieux. Les médecins nazis sélectionnent des personnes en bonne santé, puis les « opèrent » pour provoquer des blessures semblables à celles des soldats. Cela se traduit par le fait de briser les os des jambes, de déchirer muscles et nerfs, de procéder à l'ablation d'os, voire des amputations de membres entiers. Ensuite, les blessures sont infectées en étant enduites de cultures bactériennes, comme des souches issues de membres gangrenés, réputées les plus efficaces pour propager des infections rapidement. En plus de bactéries, des clous, des éclats de verre et de la sciure y sont parfois ajoutés.

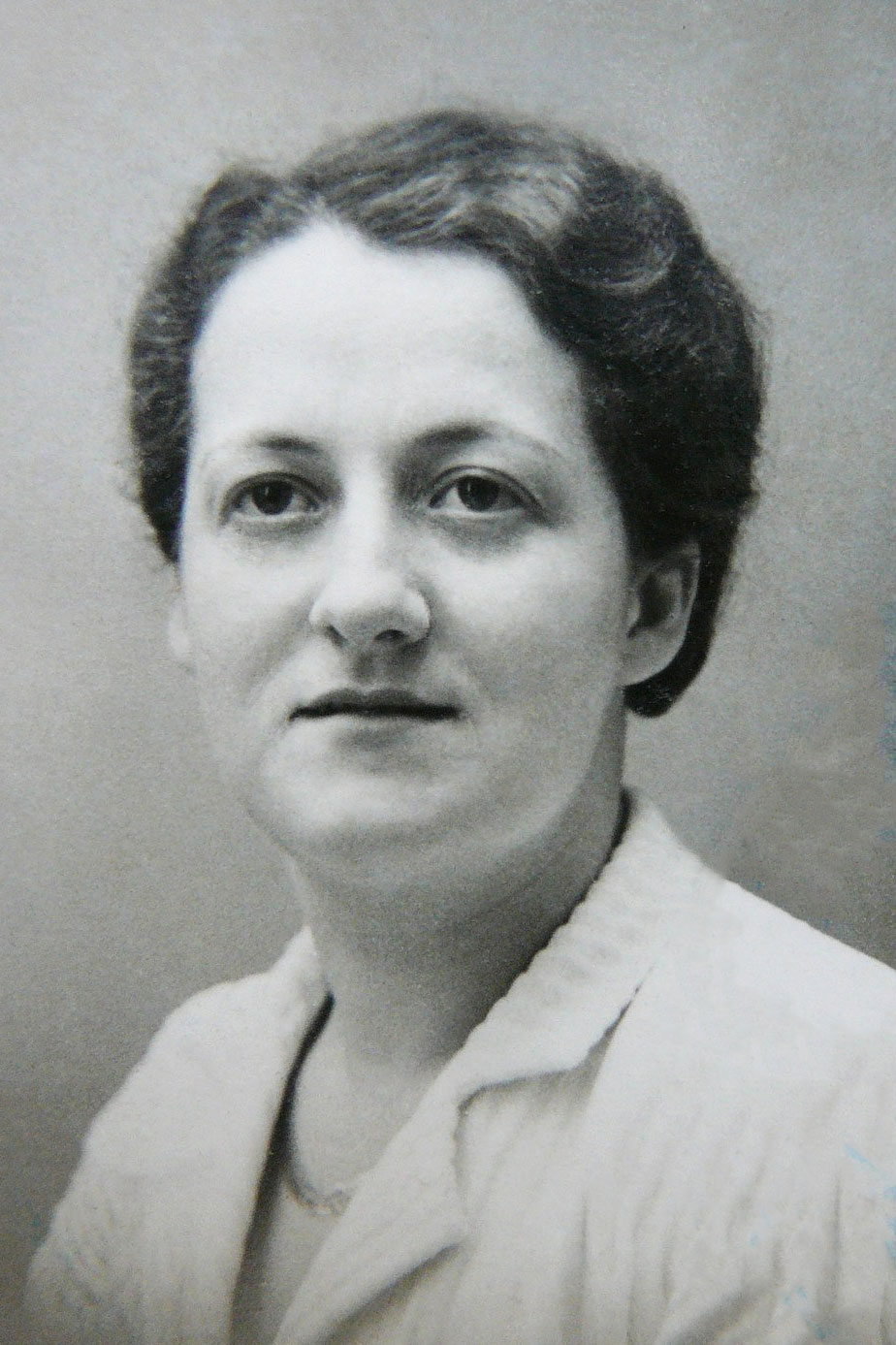
Germaine Tillion a partagé le même block (32) à Ravensbrück que les Lapines durant sa détention.

#### Tests avec les sulfamides

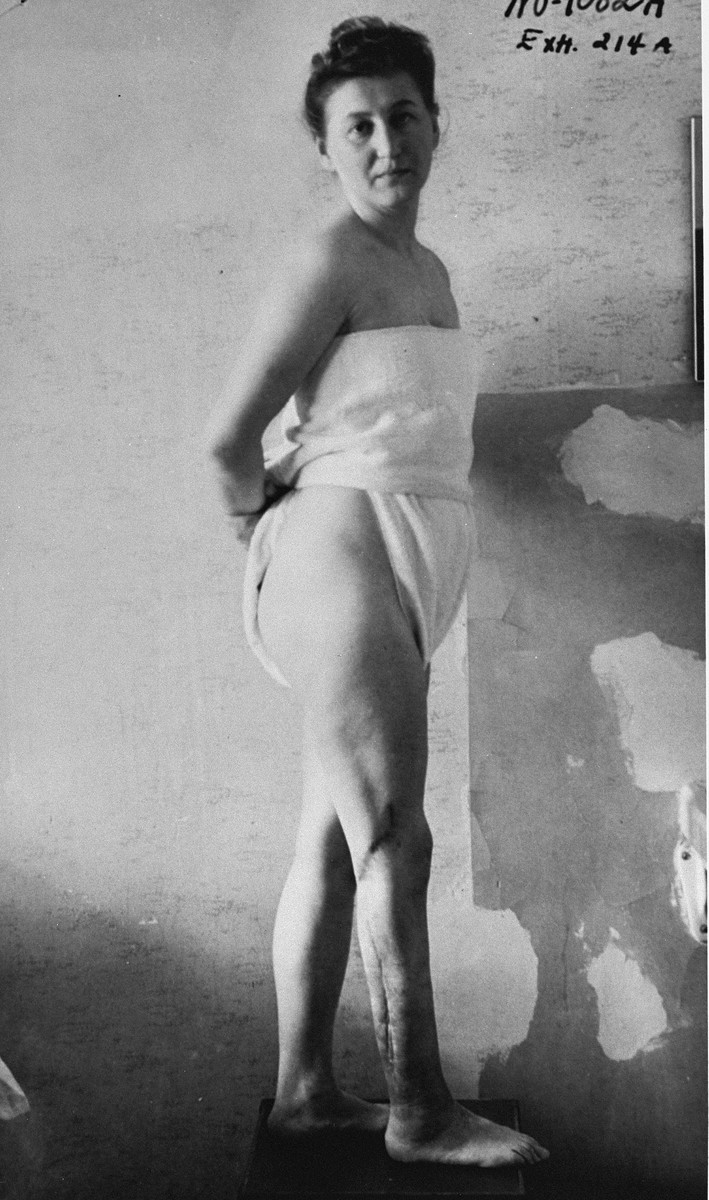
Jadwiga Dzido montrant les séquelles des opérations.

Karl Gerbhardt est responsable de la plupart des expériences chirurgicales sur des prisonniers des camps de concentration, particulièrement au quartier des femmes à Ravensbrück et d'Auschwitz. Il dirige notamment des tests sur les sulfamides,. Il travaille avec le médecin Herta Oberheuser.
Médecin de Reinhard Heydrich, décédé d'une gangrène gazeuse à la suite d'un attentat en mai 1942, Karl Gebhardt est critiqué par Adolf Hitler sur la manière dont il a pris en charge Heydrich. Il lui est reproché d'avoir recouru à la traditionnelle amputation et de ne pas avoir tenté d'utiliser les sulfamides. Heinrich Himmler lui ordonne de mener des expériences sur des sujets sains qu'il lui fournira. Gebhardt est nommé responsable d'« essais thérapeutiques » chargés de prouver l'insuffisance d'un traitement par sulfamides pour traiter des plaies de guerre,.
Les patientes traitées avec les sulfamides reçoivent soit le traitement approprié, soit sont négligées. La mort des victimes ne peut donc que conforter la théorie de Gerbhardt. Sur 74 victimes, 64 survivent aux expériences et témoignent après la guerre. Cinq meurent après les opérations et six dont les blessures après opération ne guérissent pas sont fusillées,.
L'une d'entre elles, Jadwiga Dizdo, est opérée le 22 novembre 1942 par la doctoresse Herta Oberheuser. Elle reçoit des injections de staphylocoques dorés ainsi que des bactéries pyrogènes dans la jambe gauche, tandis que sa jambe droite est incisée et infectée avec des bactéries, de la saleté et des morceaux de verre pour simuler des blessures reçues sur le champ de bataille par les soldats allemands. Elle reçoit en traitement des sulfamides. Son rétablissement est long et sa camarade Eugenia Mikulska lui sauve la vie en empêchant Oberhaüser de l'euthanasier pour l'achever.

#### Chirurgie des os
Les expériences menées ont pour but d'étudier la régénération osseuse et consistent à exposer les os par chirurgie, puis briser les tibias des victimes au marteau. Un groupe est laissé tel quel, les os devant cicatriser sans plâtre, tandis qu'un autre groupe subit des greffes osseuses et qu'un troisième groupe subit des prélèvements de fragments d'os de forme carrée.

##### Chirurgie sur les muscles et les nerfs
Les opérations ont pour objet des recherches sur la régénération musculaire et consistent à pratiquer des excisions de morceaux de muscles au niveau des cuisses et des mollets. Les opérations sont répétées, des morceaux de plus en plus gros étant retirés à chaque reprise. La doctoresse Herta Oberhäuser souligne que ces expériences lui ont permis d'apprendre à opérer.

##### Amputations
Une femme ukrainienne subit une opération consistant à lui amputer l'épaule, qui a été implantée sur un jeune homme ayant une tumeur à sa propre épaule nécessitant qu'elle lui soit retirée.

### Résistance des Lapines
En février 1943, les Lapines rédigent une lettre de protestation adressée au commandant du camp pour souligner l'illégalité d'opérations médicales pratiquées sur des jeunes femmes en bonne santé sans leur consentement: 
« Nous, soussignés, prisonniers politiques polonais, demandons si Herr Commander savait que des expériences étaient pratiquées sur des femmes en parfaite santé dans ce camp - toutes des prisonnières politiques. Nous demandons si nous avons été opérées à la suite de condamnations prononcées à notre encontre car, pour autant que nous le sachions, le droit international interdit d'effectuer des opérations, même sur des prisonniers politiques. Nous, les victimes, avons par la présente enregistré une protestation officielle contre ces recherches. »
En mars 1943, les femmes victimes des expériences s'opposent à de nouvelles opérations, obtenant momentanément un arrêt des expériences.
Le 15 août 1943, Jadwiga Dzido et d'autres femmes opérées s'opposent à la réquisition de dix prisonnières, car elles savent que cinq de leurs camarades sont mortes des suites de leurs opérations et six autres ont été exécutées par les gardiennes car trop malades. En représailles, les dix femmes sont détenues dans le bunker et y subissent une intervention chirurgicale forcée dans de mauvaises conditions d'hygiène, tandis que les autres femmes sont enfermées dans leur block sans nourriture pendant trois jours,.
Avec l'avancée de la guerre, les médecins impliqués se rendent compte qu'il leur faut faire disparaitre les Lapines, afin qu'il n'y ait pas traces de leurs méfaits. Quelques-unes sont fusillées, mais les détenues du camp protègent les autres et les cachent, afin qu'elles puissent survivre et témoigner,.

#### Photos clandestines
En octobre 1943 arrive à Ravensbrück un convoi de Varsovie à la suite de la répression du soulèvement du ghetto de Varsovie. Une des femmes du convoi qui se trouvait dans la file d'attente des prisonnières devant être enregistrées avait un appareil photo, qu'elle échange contre un morceau de pain avec l'une des Lapines. Les Lapines réussissent à prendre des photos en octobre 1944 des cicatrices et séquelles de leurs blessures,.
Joanna Szydlowska photographie les jambes mutilées de Barbara Pietrzyk et Maria Kusmierczuk derrière un baraquement. Elles se débarrassent ensuite de l'appareil et confient la pellicule à Germaine Tillion, en laquelle elles avaient confiance,.

#### Dessins, documents et poèmes

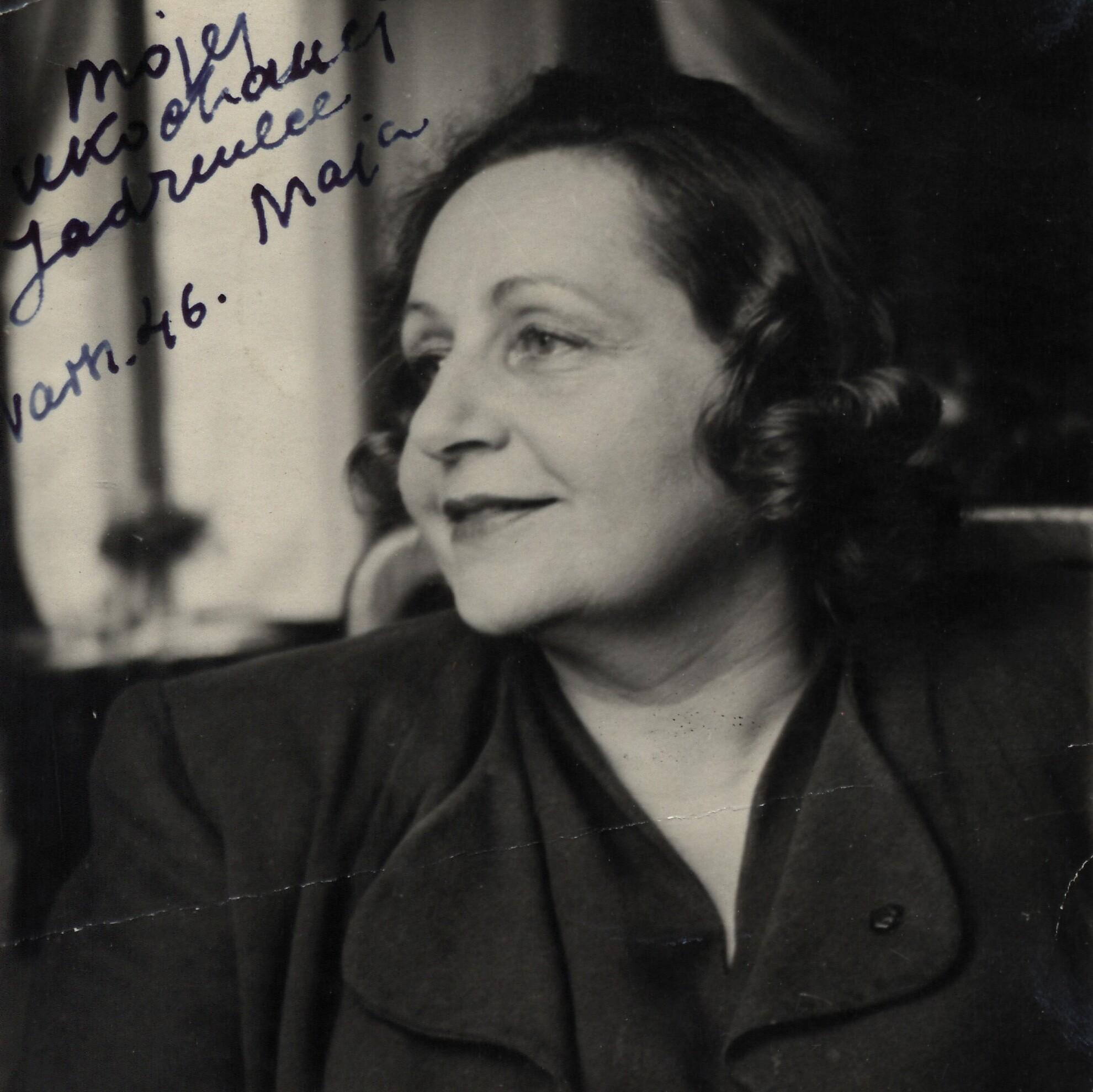
Maja Berezowska, dessine les portraits des victimes.

Une autre forme de résistance sous la forme de témoignages artistiques et de poèmes, ainsi qu'un testament sont réalisés par des femmes victimes des expériences.
La caricaturiste et artiste Maja Berezowska offre une carte de rétablissement à Stefania Zieckluka, datée du 2 septembre 1943. Le dessin représente un lapin mangeant dans une gamelle, et arborant un bandage à sa jambe blessée. Les lettres « KLR » sur le dessin veulent dire « Konzentrationslager Ravensbrücken ». Elle réalise également les portraits de ses compagnes incarcérées, que celles-ci envoient à leur famille.
En 1975, un récipient en verre est retrouvé enterré entre Stargard et Neubrandenburg contenant des lettres, des poèmes, des sculptures miniatures et la liste des 74 victimes polonaises des expériences. Le récipient se trouve au musée national Auschwitz-Birkenau  dans la ville polonaise d'Oświęcim.
Le récipient contient entre autres un dessin de Maria Hiszpańska, une sculpture miniature représentant un aigle de Zofia Pociłowska, des poèmes de Zofia Górska, Grażyna Chrostowska et Halina Golczowa.
La lettre de Zofia Pociłowska du 9 octobre 1943 indique: 
« Que nous revenions ou non, l'histoire des Polonaises de Ravensbrück et l'histoire du camp en général, la vraie et authentique histoire, doivent être révélées au grand jour de la manière la plus précise et la plus complète possible. Nous ne pouvons pas permettre à nos ennemis de tenter de cacher ou de dissimuler leurs crimes aux yeux du monde, en comptant sur le manque de preuves. Nous sommes conscientes que si nous ne partons pas d'ici, il y aura des gens qui présenteront peut-être le camp sous un autre jour, tout simplement parce que de nombreux faits leur seront peut-être cachés ou qu'ils ne s'y intéresseront pas [...]. »

#### Prise de conscience à l'international des expériences menées

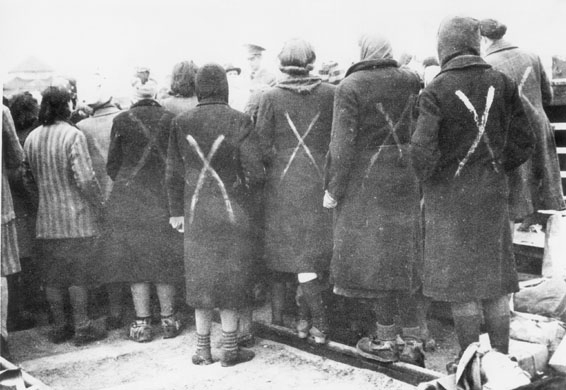
Femmes de Ravensbrück attendant d'être évacuées par la Croix-Rouge suédoise. La croix blanche indique que ce sont des prisonnières.

Bogumila Jasuik et Krysia Czyz, deux des victimes, envoient des messages écrits avec de l'urine dans les lettres destinées à leurs familles afin de les informer sur les expériences médicales. L'oncle de Bogumila en informe le gouvernement polonais en exil à Londres et la Croix Rouge internationale. Nina Iwańska rédige un rapport en plusieurs exemplaires à l'encre sympathique qui comportaient la liste des noms des victimes des expériences. Le rapport sort clandestinement du camp grâce à l'aide de la résistance polonaise et parvient au Vatican et à la BBC.
Aka Kolodziejczyk, libérée de Ravensbrück fin 1943, avertit la BBC des expériences médicales menées sur les Kaninchen.
L'ambassade polonaise envoie un aide-mémoire le 20 mars 1943 demandant l'intervention du Vatican. Le Vatican n'intervient pas, mais envoie des paquets de nourriture. La Croix-Rouge de Genève envoie également des colis avec du sucre, des fruits secs et des sardines portugaises.
En mai 1944, les informations envoyées par Bogumila et Czyz sont diffusées sur une station de radio pirate de Buckinghamshire. Le chef du Comité international de la Croix-Rouge est alors Max Huber, qui est un proche de Karl Gerbhardt, responsable des vivisections à Ravensbrück. Huber fait pression pour que le CICR à Genève n'enquête pas sur ces expériences médicales.

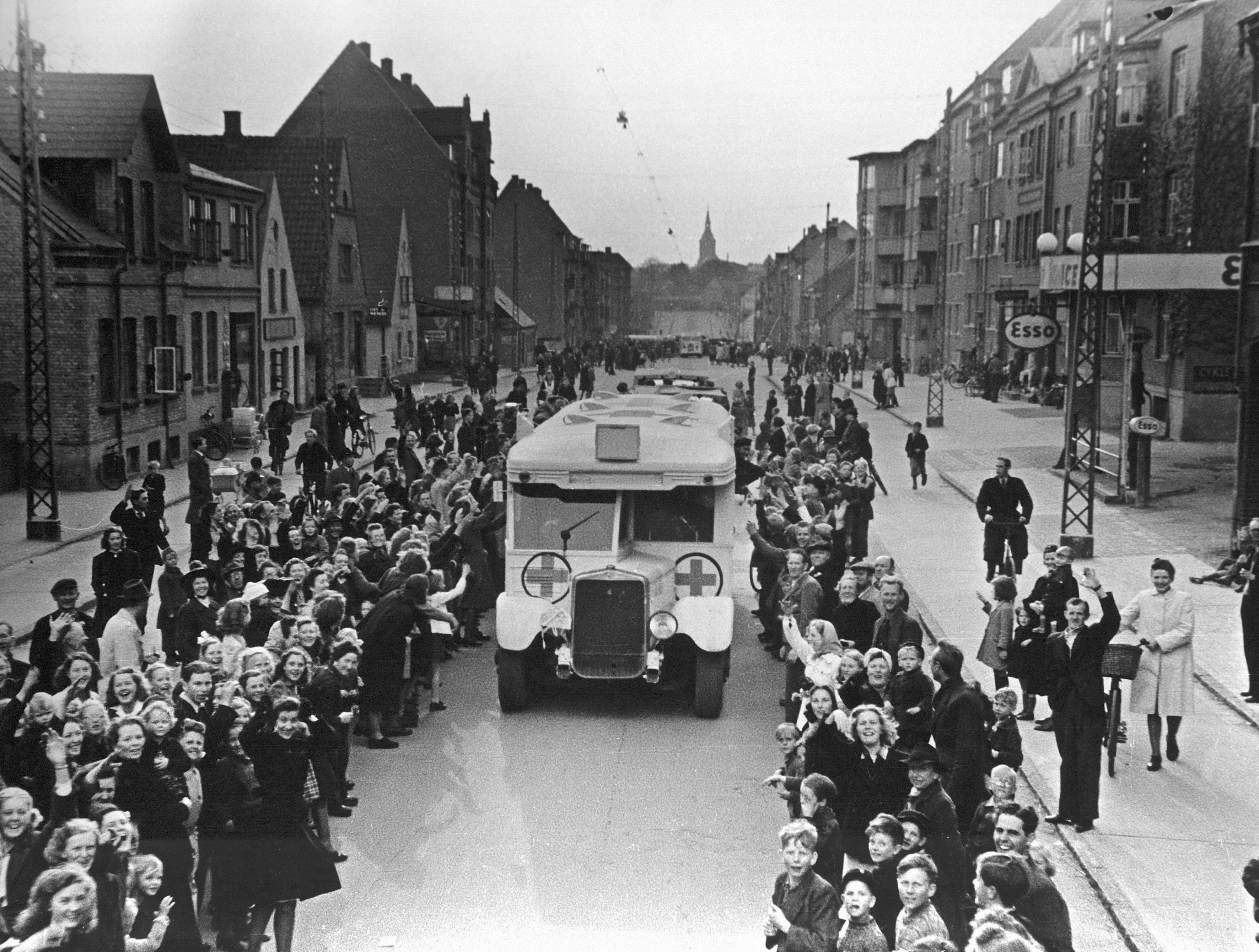
Bus blancs de la Croix Rouge transportant des victimes de camps de concentration à Odense le 17 avril 1945.

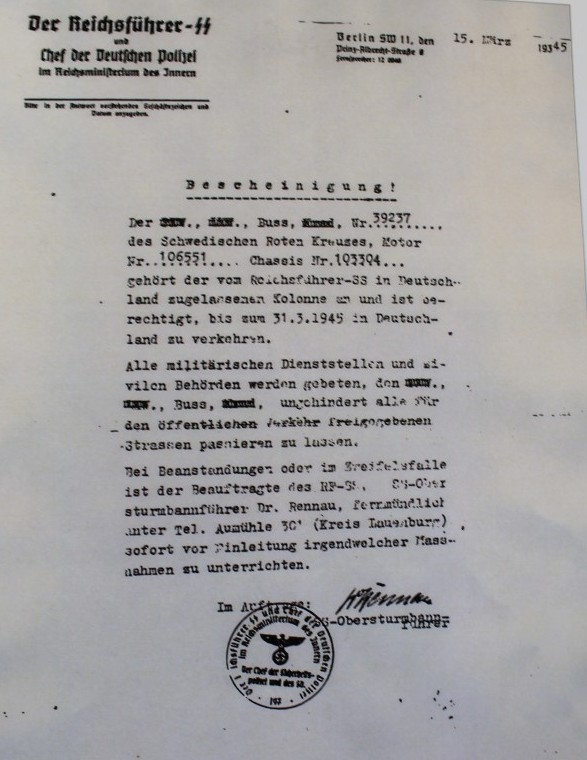
Autorisation des bus blancs par Himmler en 1945

Le 23 avril 1945, la Croix-Rouge suédoise parvient à faire libérer un groupe de femmes après négociations menées directement entre Folke Bernadotte et Heinrich Himmler, qui autorise les bus blancs à venir chercher des prisonnières. Germaine Tillion se trouve parmi celles-ci et a réussi à apporter la pellicule de photos clandestines et la fait développer pour la première fois à Paris après la guerre. Germaine Tillion envoie les négatifs aux victimes des opérations. Deux photos ont été publiées pour la première fois dans le livre intitulé Ravensbrück de Wanda Kiedrzynska. Helena Rafalska (Hegier) a gardé le film en sa possession jusqu'à ce qu'elle le donne à Anna Jarosky, la fille de Jadwiga Dzido, une autre des Lapines.

## Demandes de réparations
Après la guerre, nombres des victimes vivent encore avec de terribles séquelles physiques et psychiques, certaines sont en incapacité de travailler et dans un grand dénuement. Caroline Ferriday les aide à obtenir des réparations auprès du gouvernement allemand,,. Ferriday rencontre Anise Postel-Vinay de l'Association nationale des anciennes déportées et internées de la Résistance (ADIR), qui la met en contact avec deux victimes de Ravensbrück, Nina Iwańska et Helena Piasecka. Dès lors elle s'engage énergiquement aux côtés de l'ADIR avec Anise Postel-Vinay pour que ces victimes obtiennent reconnaissance et réparations de l'Allemagne,.
Les demandes n'aboutirent pas, la RFA refusant de verser des indemnités à des ressortissantes qui n'avaient pas la nationalité allemande. Seul à titre humanitaire le 26 juillet 1951 est décidé le versement d'une première aide ponctuelle à condition que les victimes puissent prouver être réellement dans le besoin. Le 18 septembre 1953 la loi fédérale sur les réparations est votée mais ne concerne pas les victimes non allemandes, ce qui provoque la colère dans les milieux de déportés.
Konrad Adenauer signale le refus de la RFA dans une lettre datée du 12 juillet 1957 à Robert Schuman.
Sur le conseil de Telford Taylor, procureur durant les procès de Nuremberg, Farriday embauche l'avocat Benjamin Ferenzc au nom de l'ADIR, afin qu'il l'aide à obtenir réparations pour les victimes. Ferencz était chargé de collecter les preuves pour le procès des Einsatzgruppen à Nuremberg. Ce dernier contacte la délégation allemande à L'ONU. Les demandes par voie diplomatique n'aboutirent pas, la RFA refusant de verser des indemnités à des ressortissantes qui n'avaient pas la nationalité allemande.
Ferriday prend contact avec le journaliste Norman Cousins (en) pour écrire un article dans le Friends Journal dont l'objectif est alors de sensibiliser le lectorat américain et lever des fonds pour les survivantes des expérimentations,.
Un comité nommé Ravensbrueck Lapines Project se forme pour permettre à 27 de ces femmes de rejoindre les États-Unis pour des opérations de chirurgie reconstructive. Caroline Ferriday visite Varsovie, en Pologne, en 1958 pour rencontrer ces femmes et préparer leur voyage. Elle y retourne au courant de la même année avec le docteur William Hitzig, qui avait déjà travaillé avec les « Hiroshima Maidens », pour évaluer les soins médicaux nécessaires.
Norman Cousins publie un éditorial le 25 octobre 1958 retraçant ce premier voyage en Pologne. Ce voyage est rendu possible par la fin du Maccarthysme aux États-Unis et par la volonté de réitérer le succès médiatique des Hiroshima Maidens (en).
Les jeunes femmes arrivent le 23 décembre 1958 à New-York. Leur arrivée en Amérique fait la une du New-York Times : elles sont reçues au Capitole, rencontrent des sénateurs de la chambre basse et visitent les États-Unis. Dès leur arrivée la RFA signale son intention de débourser à nouveau une aide de 1 000 dollars par « lapine ». Les négociations furent encore ardues avant que seules les Polonaises (les victimes françaises n'étaient pas incluses dans l'accord) ne puissent percevoir une compensation. Anise Postel Vinay et Geneviève De Gaulle (présidente de l'ADIR) durent rencontrer le chargé d'affaires allemand à Paris. Ferencz de son côté assista à une ultime réunion avec Frantz Etzel, le Ministre des finances qui alléguait qu'il n'était pas possible au nom de la doctrine Halstein d'envoyer des sommes à l'Est. À cette réunion assiste Hanz Globke, ancien dignitaire nazi,.
En mai 1960 le Bundestag vote enfin le paiement d'une somme forfaitaire distribuée par l'intermédiaire de la Croix Rouge aux Polonaises. Pour les Françaises, l'ADIR négocia directement avec le quai d'Orsay l'établissement d'un fonds de 7 millions de francs sur les 400 millions versés par l'Allemagne au titre des réparations selon l'accord bilatéral de 1960. Les victimes françaises ne perçurent toutefois rien avant 1963. Nina Iwańska, après avoir touché les aides ponctuelles dépendait encore des aides de l'ADIR pour vivre en France.

### Commission d'indemnisation
En France une Commission d’indemnisation des déportés victimes d’expériences pseudo-médicales voit le jour en 1964, sous l'égide du ministre des Anciens combattants à laquelle participe l'ADIR. Cette commission est active de 1964 à 1965, et les listes des victimes indemnisées et les procès-verbaux de cette commission se trouvent dans le fonds d'archives de l'ADIR à la Contemporaine (BDIC).

## Procès des médecins de Nuremberg

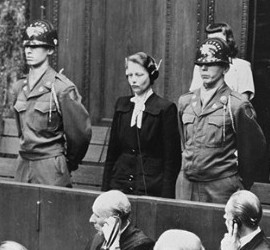
Herta Oberheuser écoutant la sentence prononcée contre elle en 1947 au procès des médecins.

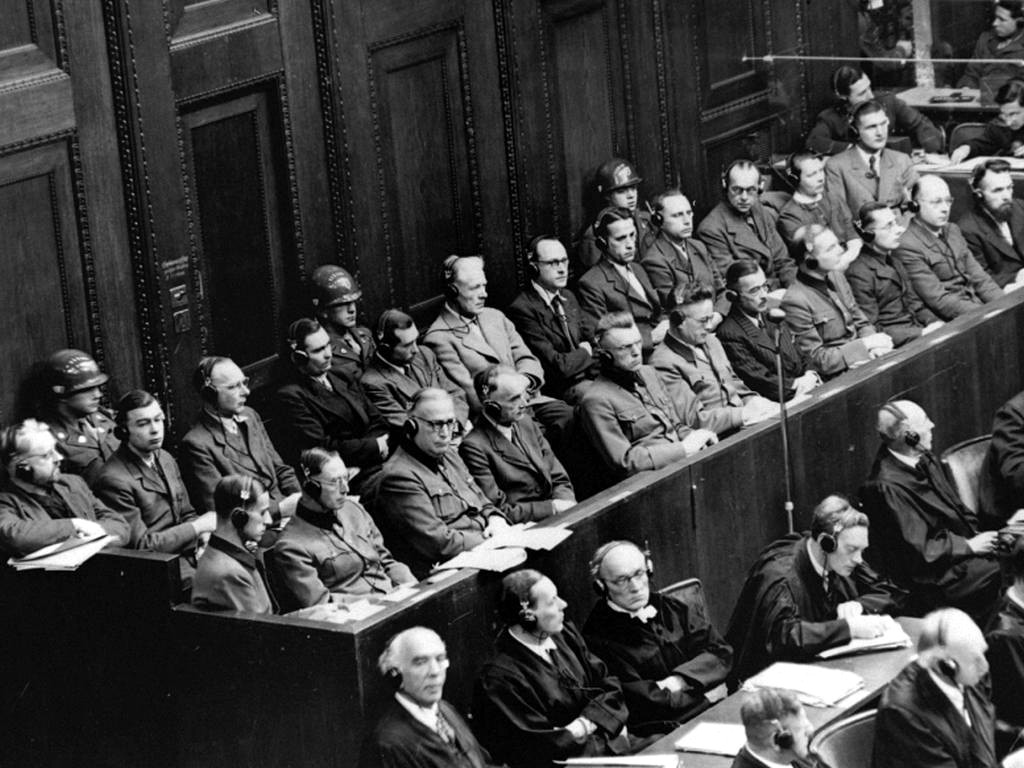
Les 23 personnes accusées lors du procès des médecins à Nuremberg 1946–1947

De 1946 à 1947 a lieu le procès des médecins à Nuremberg, c'est le deuxième procès majeur de Nuremberg.

### Témoignages des survivantes
Germaine Tillion assiste au procès.
Hélène Piasecka témoigne au procès brièvement et montre les cicatrices résultant des blessures infligées à sa jambe.
Zofia Mączka-Patkaniowska (pl) : elle témoigne au procès des médecins de Nuremberg le 16 avril 1946, racontant que Maria Hretschana a été opérée le 20 novembre 1942 et seule survivante des 5 femmes opérées.

### Hauts responsables nazis
Ernst Robert Grawitz, médecin en chef de la SS était le responsable des expériences médicales nazies et recevait toutes les demandes d'autorisation. Après obtention de deux avis complémentaires, en général ceux de Karl Gebhardt, médecin personnel d'Himmler, et ceux de Richard Glücks et Arthur Nebe il établissait un rapport pour Himmler. Heinrich Himmler s'est impliqué personnellement dans le cas des expériences menées sur les Lapines de Ravensbrück. Karl Gerbhardt avait été mis en cause personnellement après le décès de Reinhard Heydrich de gangrène osseuse, il lui avait été reproché de ne pas avoir utilisé un traitement aux sulfamides et d'avoir privilégié l'approche chirurgicale traditionnelle. Himmler lui ordonne alors de mener des expériences sur des femmes au camp de Ravensbrück, situé non loin de Holynchen, où Gerhardt officiait. Gerhardt n'avait bien entendu aucun intérêt à démontrer l'efficacité des sulfamides.

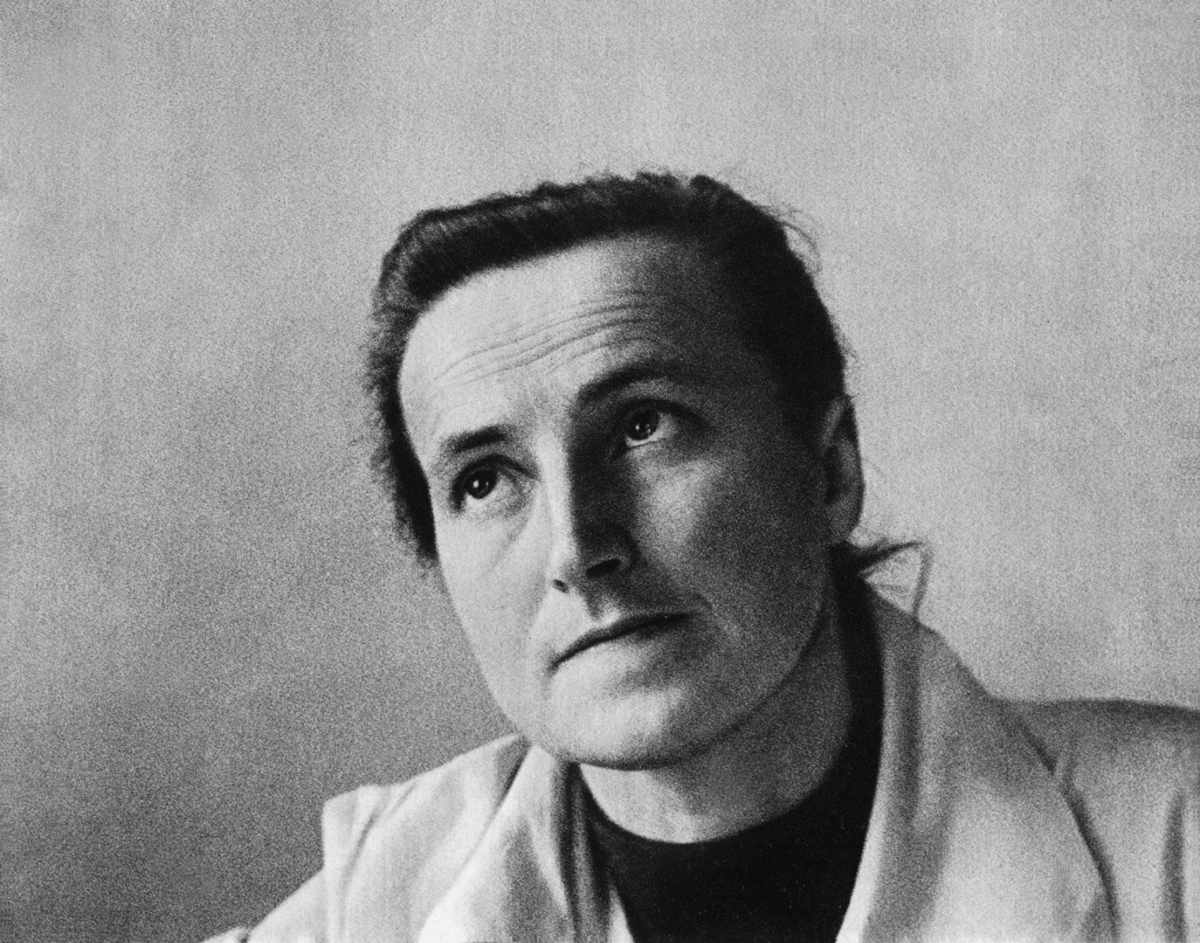
Wanda Półtawska, psychiatre polonaise, une des victimes.

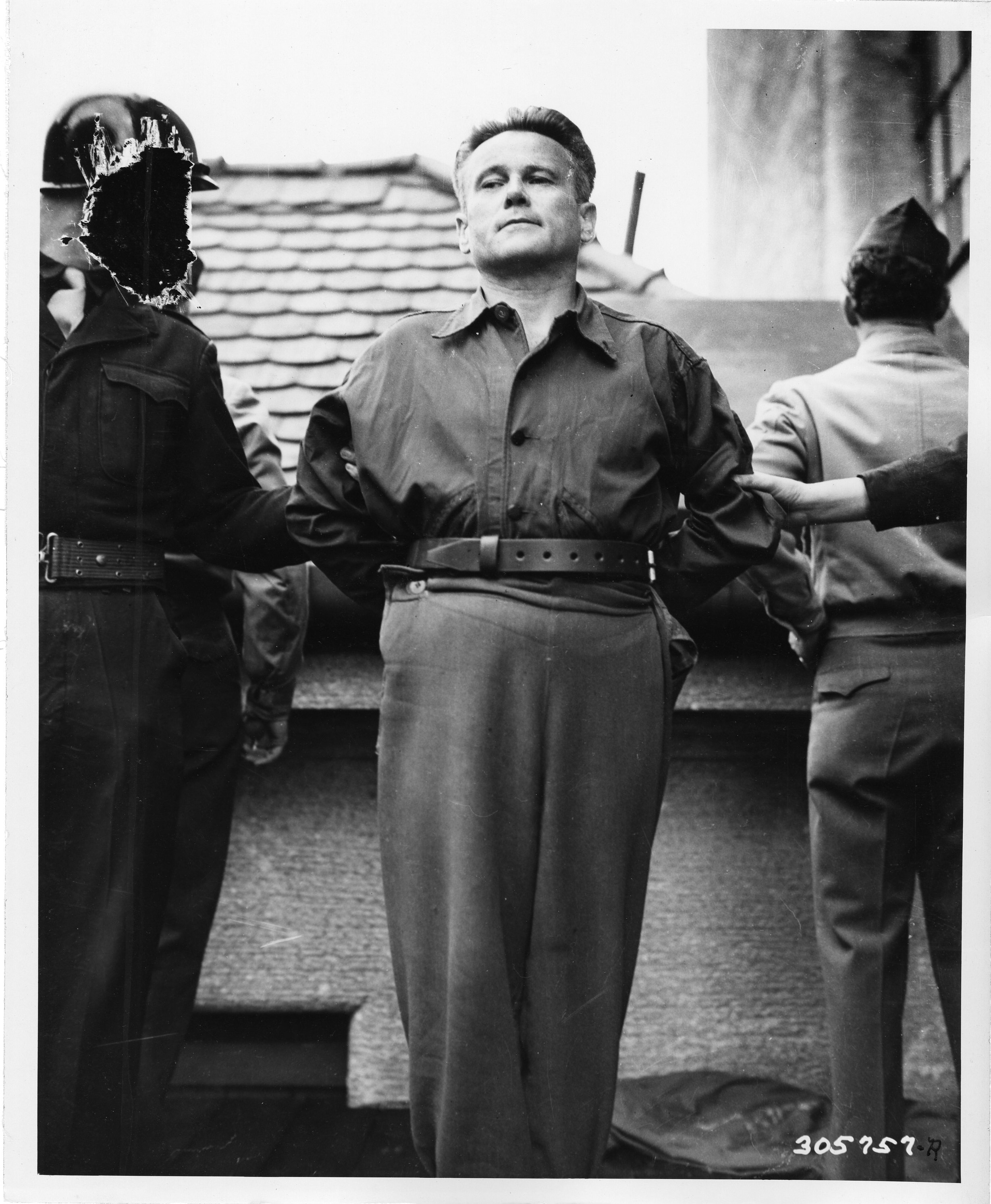
Exécution de Karl Gebhardt.

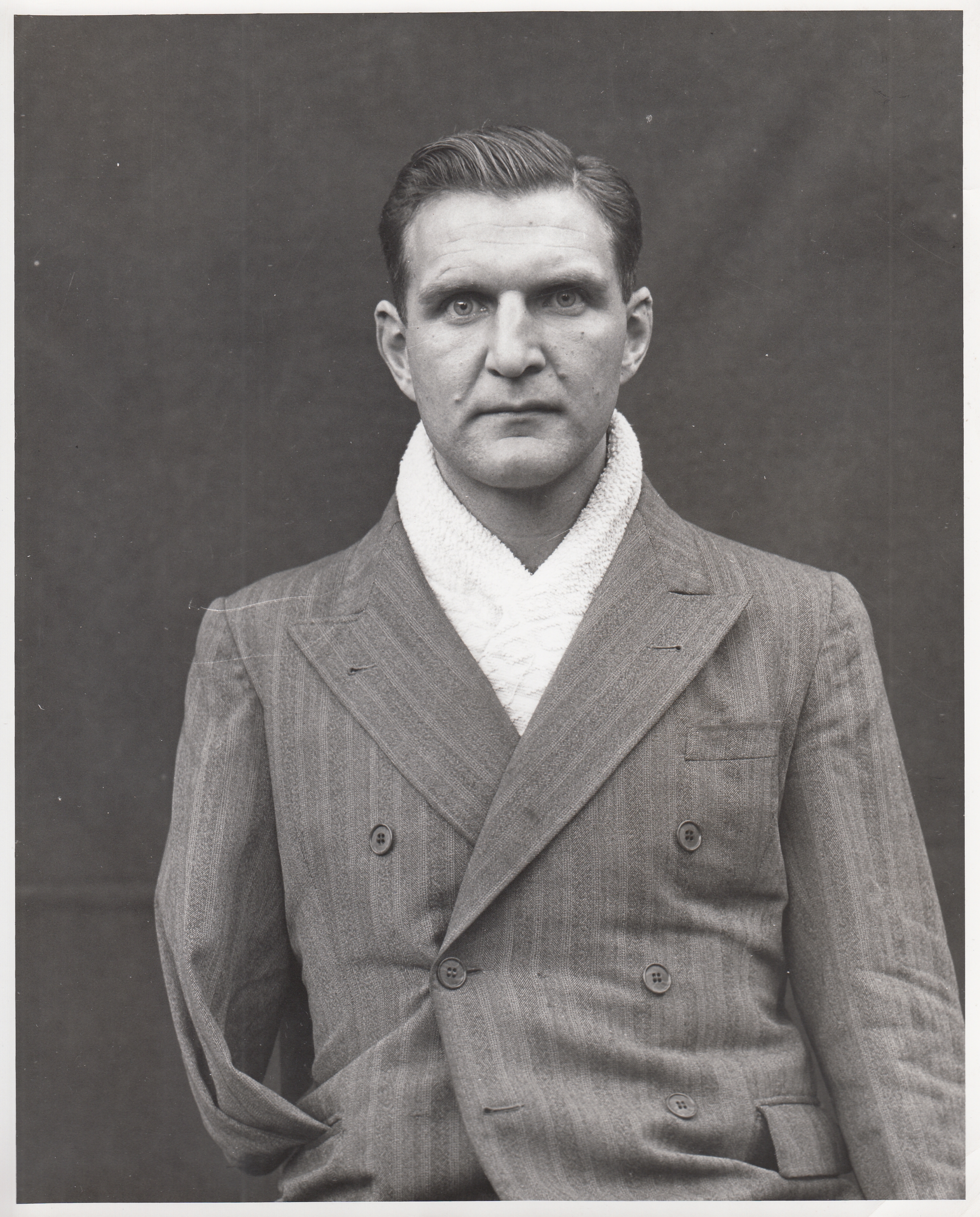
Fritz Fischer, au moment du procès de Nuremberg en 1947

#### Médecins impliqués
Karl Gebhardt était le médecin personnel de Heinrich Himmler depuis 1938 et l'un des principaux coordinateurs et auteurs des expériences médicales des camps de concentration de Ravensbrück et d'Auschwitz, président de la Croix Rouge allemande. Il a été directeur médical des Jeux Olympiques. Il dirige particulièrement les tests des sulfamides. Durant le procès des médecins il rejette la faute sur Himmler et Ernst-Robert Grawitz.
Ses assistants étaient Ludwig Stumpfegger, Fritz Fischer, et Herta Oberheuser. Leurs procès eurent lieu le procès le 22 décembre 1946. Fritz Fischer est condamné à la prison à perpétuité le 20 janvier 1947. Ludwig Stumpfegger meurt le 2 mai 1945, probablement en se suicidant avec du cyanure.
Karl Gebhardt est déclaré coupable de crimes de guerre et de crimes contre l'humanité, il est condamné à mort le 21 août 1947. Il est pendu à la prison de Landsberg, dans sa Bavière natale, le 2 juin 1948. Herta Oberhauser est la seule femme présente dans le box des accusés du procès des médecins à Nuremberg. Elle est condamnée à vingt ans de prison et relâchée pour bonne conduite en 1952.

## Historiographie
L'historienne Wanda Kiedrzynska a travaillé sur le sujet des Lapines de Ravenbruck.
Les comptes rendus des pseudos expérience médicales ont été délibérément détruits par les nazis, si bien que les recherches se basent exclusivement sur les documents concernant ces expériences qui n'ont pas été détruits, les témoignages des victimes ayant survécu et des personnes responsables de ces expériences et les notes des procès d'après guerre.
Après la guerre en 1948, Germaine Tillion aide Nina Iwańska à relire le manuscrit du récit de sa captivité.

#### Ouvrages
: document utilisé comme source pour la rédaction de cet article.
- (de) Silke Schäfer, Zum Selbstverständnis von Frauen im Konzentrationslager. Das Lager Ravensbrück. (Thèse de doctorat en philosophie), Berlin, TU Berlin, 6 février 2002, 266 p. (lire en ligne ). .
- (en) Jarosław Gajewski, « Regained Faith »  [PDF], sur individual.utoronto.ca.
- (de) Freya Klier, Die Kaninchen von Ravensbrück : medizinische Versuche an Frauen in der NS-Zeit, Knaur, 1994 (ISBN 3-426-77162-4 et 978-3-426-77162-4, OCLC 32773229, lire en ligne)
- (de) Alexander Mitscherlich et Fred Mielke, Medizin ohne Menschlichkeit : Dokumente des Nürnberger Aerzteprozesses, Fischer Taschenbuch Verlag, 1978 (ISBN 978-3-596-22003-8 et 3-596-22003-3, OCLC 6485239, lire en ligne)
- (en) Hannelore Scholz-Lübbering, Die Kaninchen von Ravensbrück – Erlebnisberichte von Polinnen aus dem Frauenkonzentrationslager Ravensbrück1, Akademie Verlag, 18 septembre 2012 (ISBN 978-3-05-005957-0, DOI 10.1524/9783050059570.275, lire en ligne)
- (de) Wanda Poltawska, Und ich fürchte meine Träume, 2019 (ISBN 978-3-86357-224-2 et 3-86357-224-6, OCLC 1112903596)
- Caroline Moorehead, (trad. de l'anglais), Un train en hiver, Paris, Pocket, dl 2016, 541 p. (ISBN 978-2-266-25872-2, OCLC 956704490)
- Philippe Aziz, Les Médecins de la mort, Presses pocket, 1979 (ISBN 2-266-00688-6, 978-2-266-00688-0 et 2-266-00699-1, OCLC 586628466).

- Germaine Tillion, Ravensbrück, 2015 (1re éd. 1946) (ISBN 978-2-7578-5304-7 et 2-7578-5304-X, OCLC 910106527).
- Sarah Helm (trad. de l'anglais par Aude de Saint-Loup et Dauzat), Si c'est une femme [« If this is a Woman Inside Ravensbrück :Hitler's Concentration Camp for Women »], Calmann Levy, 2016 (ISBN 978-2-7021-5826-5), « Lapins ». .
- Marie-Laure Le Foulon, Le procès de Ravensbrück : Germaine Tillion : de la vérité à la justice, 2016 (ISBN 978-2-7491-5091-8 et 2-7491-5091-4, OCLC 1033474948, lire en ligne). .
- Anne Joly, Frédérique Joannic-Seta et Bibliothèque de documentation internationale contemporaine, Femmes en déportation : les déportées de répression dans les camps nazis, 1940-1945 : [actes du colloque "Femmes en déportation" tenu les 9 et 10 décembre 2015, à l'occasion du 70e anniversaire de l'Association nationale des anciennes Déportées et Internées de la Résistance (ADIR)], 2019 (ISBN 978-2-84016-300-8 et 2-84016-300-4, OCLC 1090549763, lire en ligne). .
- (en) Vivien Spitz, Doctors from hell : the horrific account of Nazi experiments on humans, Sentient Publications, 2005 (ISBN 978-1-59181-032-2 et 1-59181-032-9, OCLC 57484876). .

#### Romans
- Martha Hall Kelly, Le lilas ne refleurit qu'après un hiver rigoureux [« Lilac girls : a novel »], Pocket, dl 2019 (ISBN 978-2-266-28987-0 et 2-266-28987-X, OCLC 1100355912).
- (en) Martha Hall Kelly, Lilac girls : a novel (ISBN 978-0-593-49945-0 et 0-593-49945-X, OCLC 1291876358)

#### Articles académiques
(en) Paul Weindling, Nazi Human Experiments: The Victims’ Perspective and the Post-Second World War Discourse, Brill, 1er janvier 2016 (ISBN 978-90-04-28671-9, DOI 10.1163/9789004286719_011, lire en ligne)